# 丹絨古邦
丹絨古邦是马来西亚新山县依斯干達公主城的巫金，面積約283平方公里，人口為10,702人

## 交通

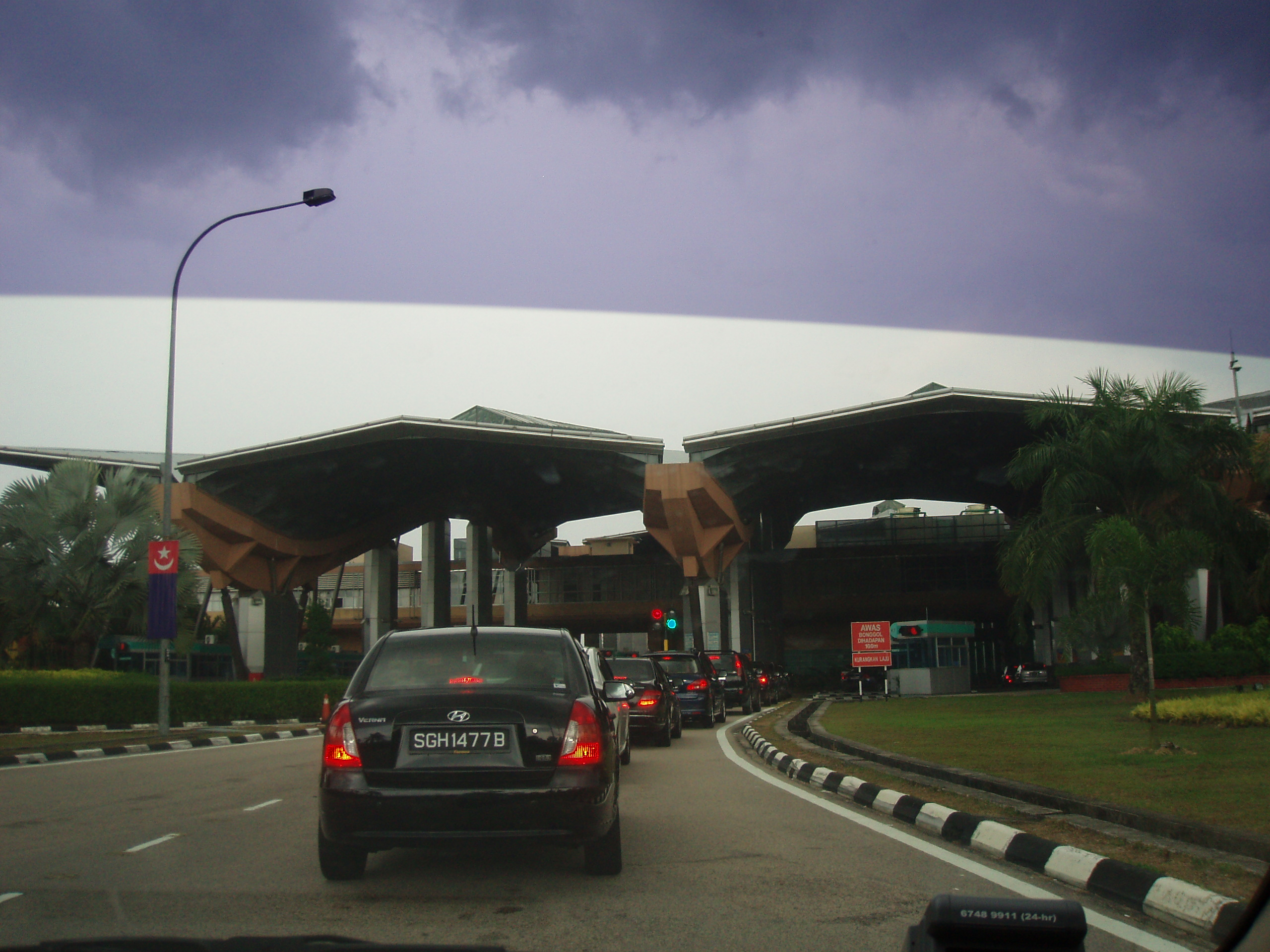
苏丹阿布巴卡检查站

- 從新加坡駛經马新第二通道到達